# Hypericum cuisinii
Hypericum cuisinii ist eine Pflanzenart aus der Gattung der Johanniskräuter (Hypericum).

## Merkmale
Hypericum cuisinii ist ein ausdauernder Schaft-Hemikryptophyt, der Wuchshöhen von 4 bis 15 (28) Zentimeter erreicht. Die Pflanze ist kahl, bereift oder kurz flaumig. Der Stängel ist niederliegend oder ausgebreitet. Die Blätter sind 2 bis 15 Millimeter groß und meist gestielt. Die Kapsel ist breit eiförmig und hat nur längs gereihte Bläschen. Die Samen sind netzgrubig.
Die Blütezeit reicht von Juni bis Juli.

## Vorkommen
Hypericum cuisinii kommt im Bereich der östlichen Ägäis vor. Die Art wächst in Felsspalten in Höhenlagen von 0 bis 1150 Meter.

## Belege
- Ralf Jahn, Peter Schönfelder: Exkursionsflora für Kreta. Mit Beiträgen von Alfred Mayer und Martin Scheuerer. Eugen Ulmer, Stuttgart (Hohenheim) 1995, ISBN 3-8001-3478-0, S. 194.